# Una notte per decidere
Una notte per decidere (Up at the Villa) è un film del 2000 diretto da Philip Haas, scritto da Belinda Haas e interpretato da Kristin Scott Thomas, Sean Penn, Anne Bancroft, James Fox, Jeremy Davies e Derek Jacobi. Il film è un adattamento cinematografico del romanzo In villa di W. Somerset Maugham.

## Trama
Firenze 1938. Mary Panton è un'affascinante vedova inglese, rimasta senza soldi che vive in una villa nella campagna toscana, grazie all'aiuto di alcuni amici. Sir Edgar Swift le chiede di sposarlo, ma lei non lo ama e lo tiene sulle spine. Una notte incontra Karl, un giovane rifugiato austriaco, con il quale ha un rapporto fisico occasionale, ma il giovane si illude che possa nascere qualcosa di più profondo, così si dichiara alla donna che lo respinge. Distrutto per il rifiuto Karl si toglie la vita. Spaventata per l'accaduto, Mary chiede aiuto al playboy americano Rowley Flint, conosciuto durante una festa organizzata dalla principessa San Ferdinando. Flint sprona la donna a non sposare Sir Edgar Swift, perché lui può darle la felicità che lei cerca, ma Flint viene arrestato, perché trovato in possesso dell'arma con la quale il giovane Karl si è tolto la vita, e che è di proprietà di Sir Edgar Swift, regolarmente registrata al momento del suo ingresso in Italia, e che Rowley prese per ripulirla: infatti erano rimasti d'accordo che si sarebbero dovuti rivedere all'indomani del fatto, verso le 16 alla villa di lei, ma il caso ha voluto che Flint veniva fermato dalla polizia e durante il controllo si rinvenne la pistola e per questo arrestato.
La donna riceve l'inaspettata visita del federale Beppino Leopardi il quale con delle domande a trabocchetto la mette in crisi.
Disperata per l'arresto di Flint, mentre era al circolo del tennis e parlando con la principessa, viene a conoscenza di certi loschi traffici e speculazioni edilizie compiute dal Leopardi, il tutto provato da carte in possesso alla stessa principessa; per questo la induce a parlare offrendogli più volte acqua tonica e gin fino a farla ubriacare e venire a conoscenza del posto dove era nascosto ciò che gli interessava.
Appena la principessa cade nel torpore dell'alcool, Mary, con la scusa di fiori appena comperati, si introduce in casa della principessa, trova le carte e fà appena in tempo ad uscire che la incontra mentre lei fà rientro nello stupore totale.
Dopo essersi congedata dalla principessa si reca nell'ufficio di Leopardi al quale intima perentoriamente di liberare Flint, e dopo il primo momento di stupore gli mostra le carte in suo possesso soggiungendo che ne aveva ben altre; Leopardi, spiazzato, cerca inizialmente di sdrammatizzare, ma la donna gli fà notare che forse, se a roma si sapesse di questi suoi trascorsi traffici, la cosa nn sarebbe gradita e le conseguenze sarebbero altrettanto molto spiacevoli per lui.
Leopardi cede al 'ricatto' della donna e libera Flint, dopodiché si reca alla stazione per prendere il treno che l'avrebbe portata a Londra.
Sullo stesso treno trova Flint, anche lui di partenza, ma diretto a Parigi, il quale, per l'ennesima volta, le chiede di andare con lui, senza false promesse o illusioni, ma solo con il domani da vivere insieme; a questo punto Mary si accorge di amarlo ed insieme partono verso l'ignoto con la sola voglia di vivere il loro amore finché durerà.

## Distribuzione
- UK: 14 aprile 2000
- USA: 5 maggio 2000
- Italia: 26 maggio 2000
- Francia: 7 giugno 2000
- Spagna: 16 giugno 2000
- Australia: 21 settembre 2000
- Portogallo: 6 ottobre 2000 (limited)
- Islanda: 17 ottobre 2000 (video première)
- Hong Kong: 26 ottobre 2000
- Argentina: 22 febbraio 2001 (video première)
- Germania: 22 febbraio 2001 (video première)
- Grecia: 6 luglio 2001
- Paesi Bassi: 26 agosto 2003 (DVD première)

## Promozione
(tagline del film)